# Casinaria
Casinaria är ett släkte av steklar som beskrevs av Holmgren 1859. Casinaria ingår i familjen brokparasitsteklar.

## Dottertaxa tillCasinaria, i alfabetisk ordning[1][2]
- Casinaria affinis
- Casinaria affinisima
- Casinaria ajanta
- Casinaria albibasalis
- Casinaria albipalpis
- Casinaria albotibialis
- Casinaria alpina
- Casinaria amarilla
- Casinaria ambigua
- Casinaria arjuna
- Casinaria ashimae
- Casinaria atrata
- Casinaria bangkhenensis
- Casinaria bonaerensis
- Casinaria brasiliensis
- Casinaria buddha
- Casinaria canadensis
- Casinaria cavigena
- Casinaria coloradensis
- Casinaria compacta
- Casinaria corrupta
- Casinaria crassiventris
- Casinaria cultellator
- Casinaria cylindrator
- Casinaria daitojimensis
- Casinaria dubia
- Casinaria ektypha
- Casinaria elegantula
- Casinaria eremica
- Casinaria eupitheciae
- Casinaria excavator
- Casinaria flavicoxator
- Casinaria forcipata
- Casinaria formosana
- Casinaria genuina
- Casinaria geometrae
- Casinaria graciliventris
- Casinaria grandis
- Casinaria granula
- Casinaria granulicoxis
- Casinaria hesperiophaga
- Casinaria indubia
- Casinaria infesta
- Casinaria insularis
- Casinaria ischnogaster
- Casinaria japonica
- Casinaria lamina
- Casinaria legalis
- Casinaria lenticulata
- Casinaria leo
- Casinaria limenitidis
- Casinaria longiterebrae
- Casinaria macerata
- Casinaria magdalia
- Casinaria malaisei
- Casinaria matsuyamensis
- Casinaria melanolophiae
- Casinaria mellaclypea
- Casinaria meridionalis
- Casinaria meridionator
- Casinaria mesozosta
- Casinaria micra
- Casinaria minima
- Casinaria moesta
- Casinaria monticola
- Casinaria morionella
- Casinaria mythologica
- Casinaria natashae
- Casinaria nigripes
- Casinaria novoguineensis
- Casinaria pallipes
- Casinaria parvicarinata
- Casinaria parvula
- Casinaria pavlova
- Casinaria pedunculata
- Casinaria petiolaris
- Casinaria philippina
- Casinaria plusiae
- Casinaria punctura
- Casinaria scabra
- Casinaria scabriformis
- Casinaria semiothisae
- Casinaria siccata
- Casinaria simillima
- Casinaria sordidata
- Casinaria stygia
- Casinaria subglabra
- Casinaria tenuiceps
- Casinaria tenuiventris
- Casinaria teshionis
- Casinaria tikari
- Casinaria tolstoyi
- Casinaria trochanterator
- Casinaria vadosa
- Casinaria varians
- Casinaria varuni
- Casinaria virgata
- Casinaria vitilevensis
- Casinaria woowonga